# Rígas Palamídis
Rígas Palamídis (grec moderne : Ρήγας Παλαμήδης), né en 1794 à Tripolizza et mort le 10 avril 1872 était un combattant et homme politique grec qui participa à la guerre d'indépendance grecque. Il fut ensuite membre du Panellínion, député au parlement grec qu'il présida un temps, sénateur et ministre de l'Intérieur.

## Biographie
Rígas Palamídis appartenait à une des grandes familles de Kodjabashis (en) d'Arcadie. Son père fut exécuté par les Ottomans.
Il naquit à Tripolizza en 1794 et commença sa scolarité à Dimitsana et la termina à Constantinople. À son retour, il fut secrétaire du drogman de Tripolizza puis il participa à l'administration ottomane du Péloponnèse.
Au début la guerre d'indépendance grecque, Rígas Palamídis participa aux combats aux côtés de Theódoros Kolokotrónis (bataille de Valtetsi et siège de Tripolizza par exemple). D'un point de vue politique, il fut membre de la Gérousie du Péloponnèse, avant de participer aux diverses assemblées nationales (Astros en 1823, troisième Assemblée nationale grecque en 1826-1827, dans ses trois phases, puis assemblée nationale d'Argos en 1829).
Dans les dissensions entre militaires et politiques qui finirent par mener aux Guerres civiles (en), Rígas Palamídis choisit le camp des politiques. L'exécutif grec de 1822 lui confia le commandement de la défense des monts Géraniens. Cependant, face à l'expédition de Dramali Pacha, il considéra la place impossible à tenir. Il abandonna son poste (ainsi que la forteresse de l'Acrocorinthe) et se replia en désordre avec ses troupes vers Argos.
En 1828, Kapodístrias le nomma au Panellínion.
Dans les premières années du règne d'Othon, Rígas Palamídis occupa divers postes politiques ; il fut ainsi nomarque dans le Péloponnèse. Il fut un des membres les plus influents du parti français, surtout durant la période où  Ioannis Kolettis fut ambassadeur à Paris. Il fut donc un des adversaires du parti anglais d'Aléxandros Mavrokordátos, mais surtout, il fut un opposant acharné à la monarchie absolutiste du roi. Palamídis participa ainsi au coup d'État du 3 septembre 1843. Il fut élu à l'assemblée constituante de 1843 pour Mantinée. Il participa à la rédaction de la constitution et s'y montra opposé à la création d'une chambre haute.
Il fut ministre de l'Intérieur du gouvernement Metaxás (1843). Cependant, il prit position pour la défense des intérêts des  « autochtones », ceux nés dans le Royaume, contre ceux des « hétérochtones », Grecs nationaux nés hors des frontières du Royaume. Il s'opposait ainsi à la politique de la « Grande Idée » qu'allait définir en janvier 1844 le chef de son parti Ioannis Kolettis. On soupçonna Palamídis d'avoir fait venir du Péloponnèse à Athènes des groupes armés pour le soutenir. Il dut démissionner de son ministère en décembre 1843.
Réélu député pour Mantinée jusque 1850, il présida le parlement grec en 1845-1846. Il fut à nouveau ministre de l'Intérieur : gouvernement Kolettis (1846-1847), gouvernement Kriezis (1852), gouvernement Mavrokordátos (1854) donc pendant l'occupation du Pirée durant la guerre de Crimée et enfin gouvernement d'Athanasios Miaoulis en 1859-1860. Il fut nommé sénateur en février 1853. Il fut réélu une dernière fois au parlement (le Sénat ayant disparu dans la constitution de 1864) lors des législatives de février 1872 pour Mantinée.
Il est mort le 10 avril 1872.

## Sources
- (el) Phótios Chrysanthópoulos, Βίοι Πελοποννησίων ανδρών και των εξώθεν εις την Πελοπόννησον ελθόντων κληρικών, στρατιωτικών και πολιτικών των αγωνισαμένων τον αγώνα της επαναστάσεως, Athènes, Stávros Andrópoulos,‎ 1888, 335 p. (lire en ligne) p. 201
- (el) Parlement grec, Μητρώο Πληρεξουσίων, Γερουσαστών και Βουλευτών. 1822-1935, Athènes, Parlement grec,‎ 1986, 159 p. (lire en ligne) [PDF]
- (de) Gunnar Hering, « Palamidis, Rigas », dans Mathias Bernath et Felix von Schroeder, Biographisches Lexikon zur Geschichte Südosteuropas, t. 3, Munich, 1979 (lire en ligne), pages 385-386.